# Pienzenau

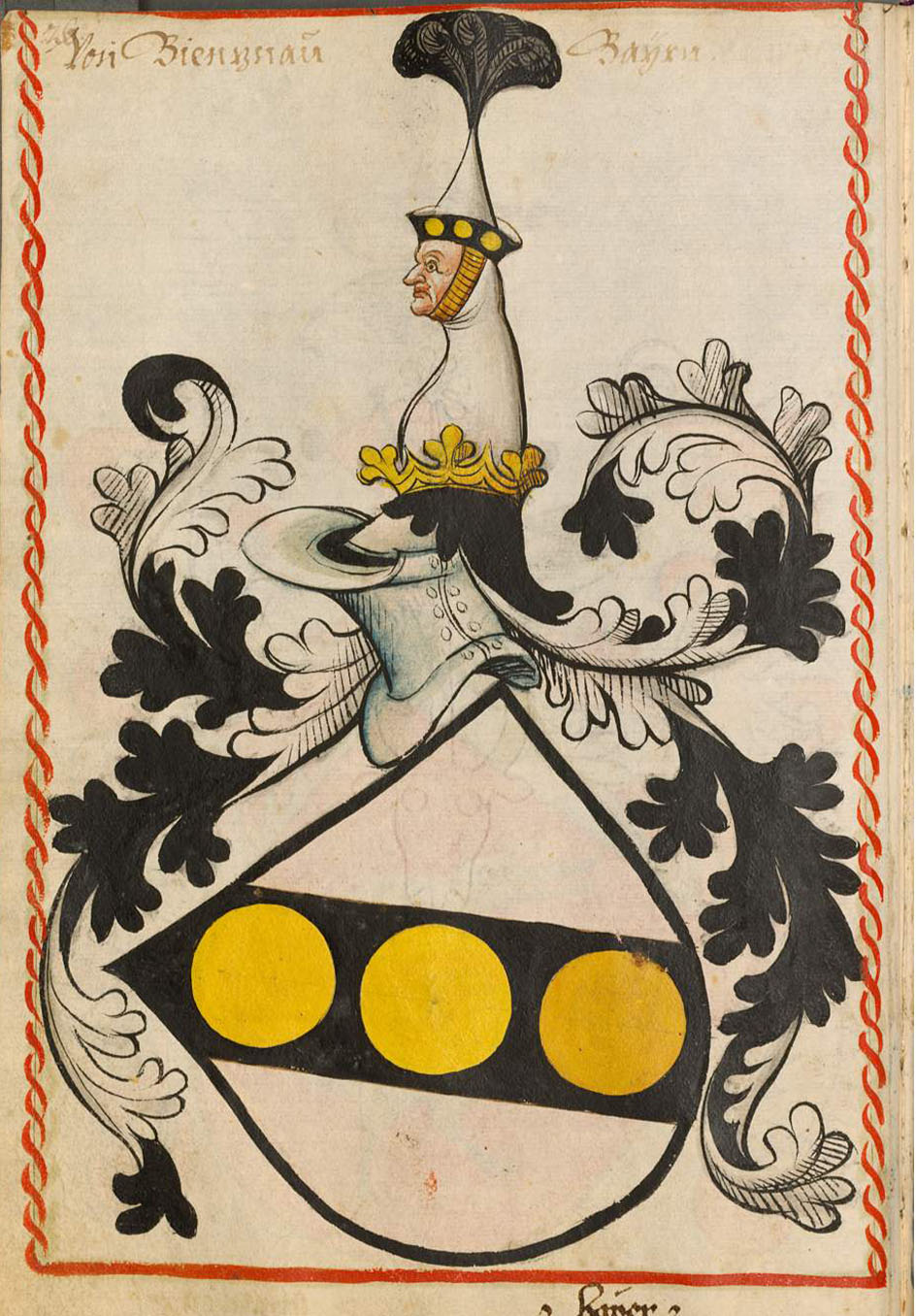
Stammwappen derer von Pientzenau, aus
Scheiblersches Wappenbuch (1450–1480)

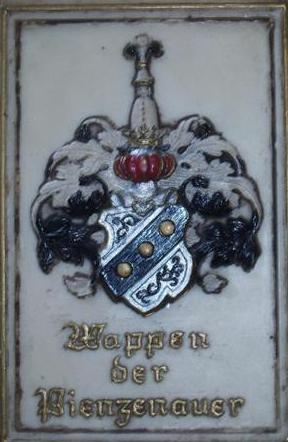

Pienzenau ist der Name eines alten bayerischen Adelsgeschlechts.

## Geschichte

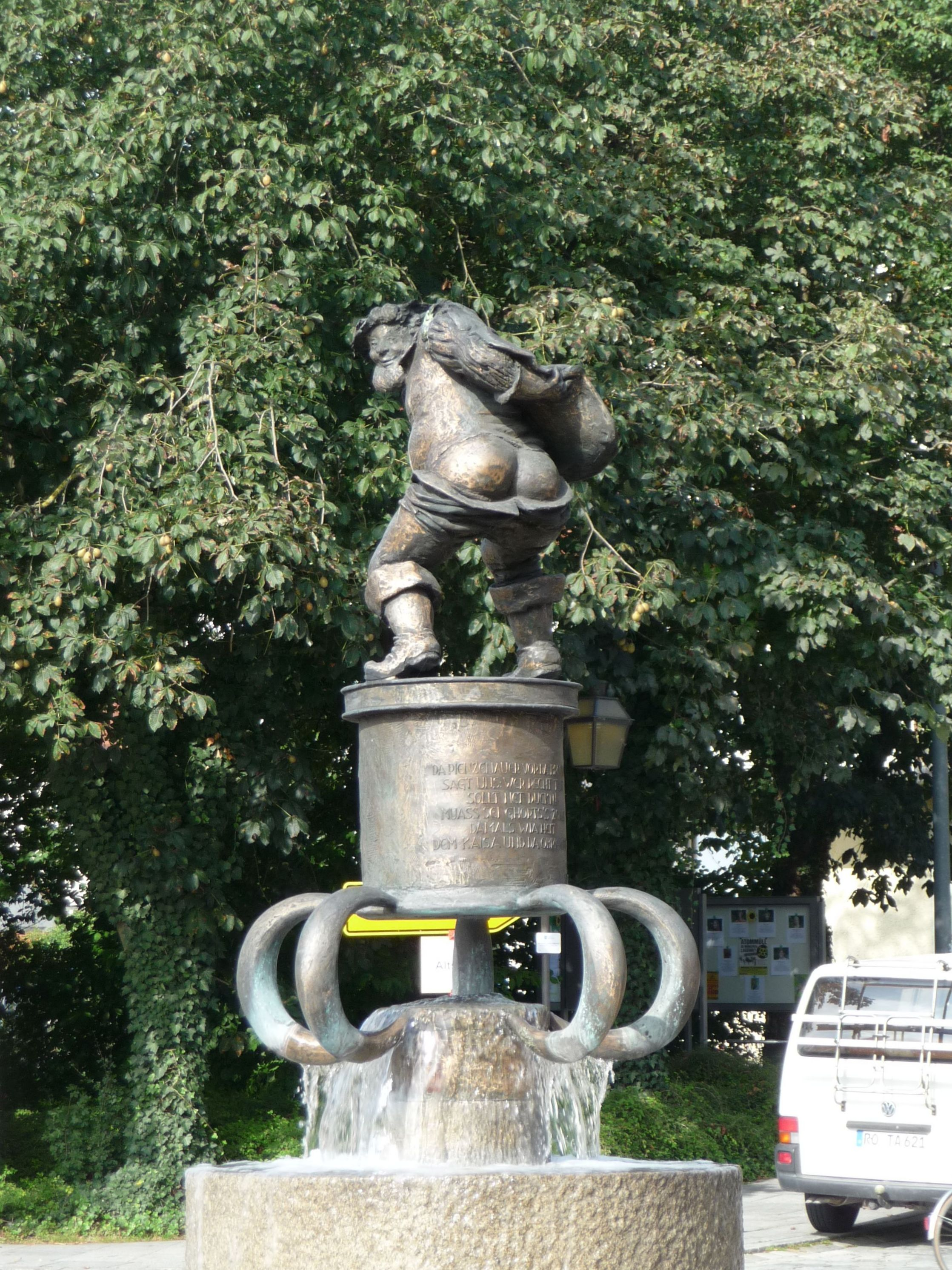
Der Pienzenauer-Brunnen in Trostberg

Erster Spross und Namensgeber des Geschlechts war der Überlieferung nach ein Ritter Benz von Au (bei Ulm), geboren um 890/900 nach Chr. Dieser erhielt zur Belohnung für seine treuen Dienste an seinem Herrn ein Gut, das er nach seinem Namen Benzenau nannte. Er gestaltete auch das Wappen der Pienzenauer. Der erste urkundlich nachgewiesene Spross aus dem Geschlecht der Pienzenauer zu Pienzenau in Oberbayern war „Ratols de Pienzenowa“, der 1046 als Zeuge in einer Urkunde des Udalschalk von Tann an das Kloster Tegernsee genannt wird. Die ununterbrochene Stammreihe des Geschlechts beginnt mit Friedrich dem Pinzenauer, Richter zu Aibling, der von 1287 bis 1293 urkundlich erwähnt wurde. 
Die Burg Pienzenau stand südwestlich von Großpienzenau bei Miesbach, am Hangabfall zum Mangfalltal. Sie wurde abgetragen, um mit ihren Steinen die Kirche in Kleinpienzenau zu errichten. Die erste schriftliche Nachricht über diese Kirche stammt aus dem Jahr 1113.
Nach einem Manuskript Valentin Salomon von Fulda sollen die Anfänge des Geschlechts in der Mitte des 10. Jahrhunderts liegen, in der Zeit der Ungarneinfälle:
„Benz war ein tapferer Kriegsmann. Indessen aber er dem großen Kriegszug wider die Ungläubigen unter König Heinrich dem Vogler und Hermann Herzog der Schwaben beywohnte, verheirathete sich sein Bruder Werner mit einer von Pirzinger und hielt zu Hause gute Wirtschaft. Als nun sein Bruder Benz nach Haus kam und die Wirtschaft in so gutem Stande fand, gefiel es ihm dergestalten, dass er gedachte, mit seinem Bruder auf dem adelich Gute in der Au (heute Wernau bei Ulm) gemeinschaftlich zu leben. Alleine Rangstreit entzweyte sie gar bald; wo dann der jüngere Bruder Werner dem älteren dem Benzen den Vorschlag machte, ihm seinen Antheil hinauszubezahlen, so auch dieser sich gefallen ließ und darauf an den Hof Heinrichs Herzogens in Baiern und Nordgau zog, von welchem er ein Gut (im heutigen Landkreis Miesbach) zur Belohnung seiner teuren Dienste erhalten, das er dann erbaut, und nach seinem namen Benzenau genannt.“
Es spricht einiges dafür, dass sich Pienzenau von einem Penzo aus dem Geschlecht der Penz von Penzing bei Wasserburg am Inn ableitet. Dieser Penzo tauschte um 1000 nach Christus ein paar Güter in der Nähe von Landshut mit Gütern in der Pfarrei Au bei Aibling. Diese Güter übergab im 14. Jahrhundert Christian von Pienzenau, „der auf dem alten Stammgute in Pienzenau sitzt“, für die Pienzenauer Frühmesse zu Benediktbeuern. Somit dürfte der Penzo von Au (bei Aibling) wohl der Stammvater der Pienzenauer sein. 
Die letzte Pienzenau, Freiin Caroline (1783–1862), heiratete Graf Carl August von Yrsch. Ihr Sohn Sigmund erhielt 1857 vom bayerischen König Max II. die Erlaubnis sich und seine Nachkommen in Zukunft Graf von Yrsch-Pienzenau zu nennen, um ein Angedenken an das altadelige Geschlecht der Pienzenauer zu erhalten. 

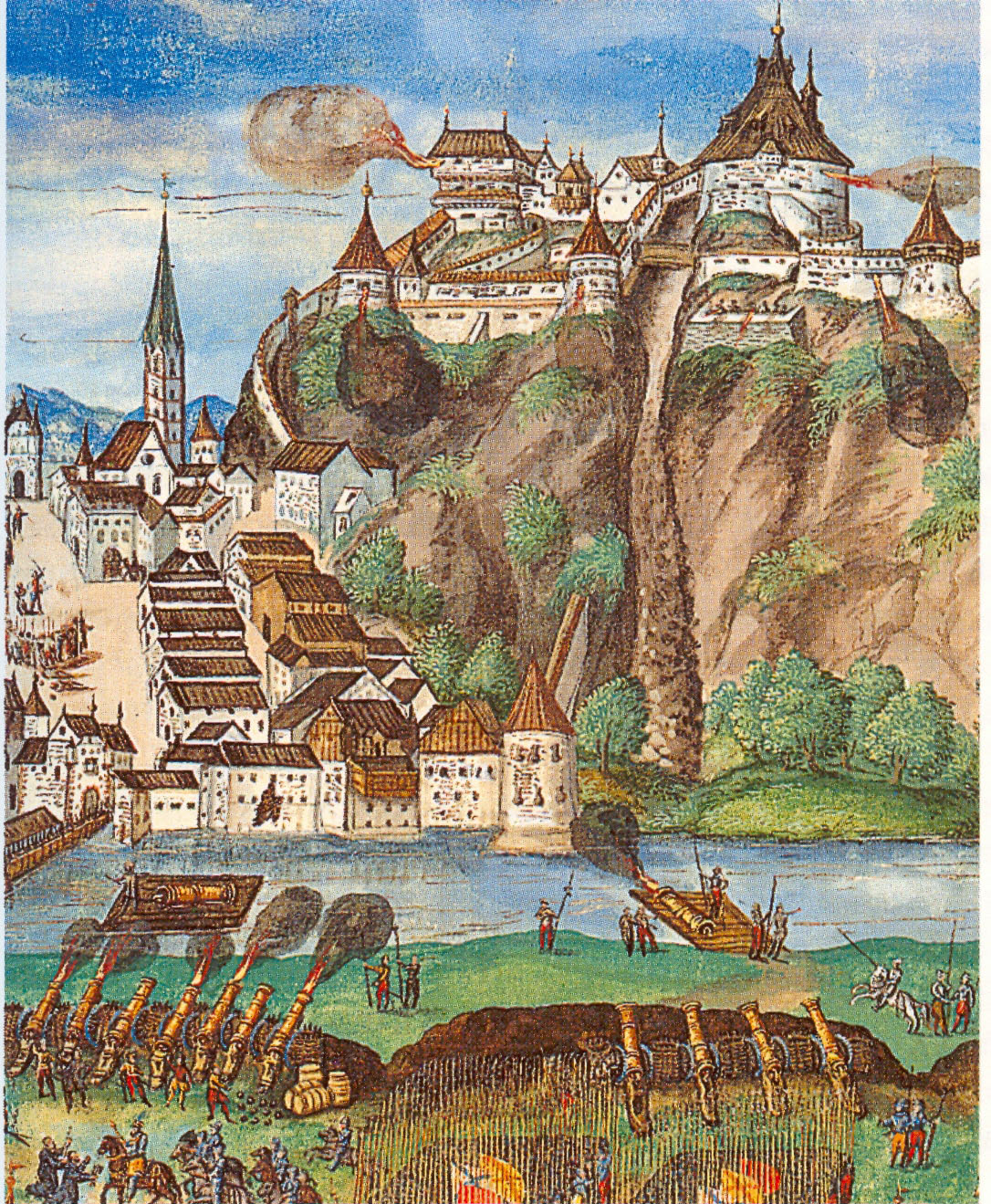
Belagerung von Kufstein

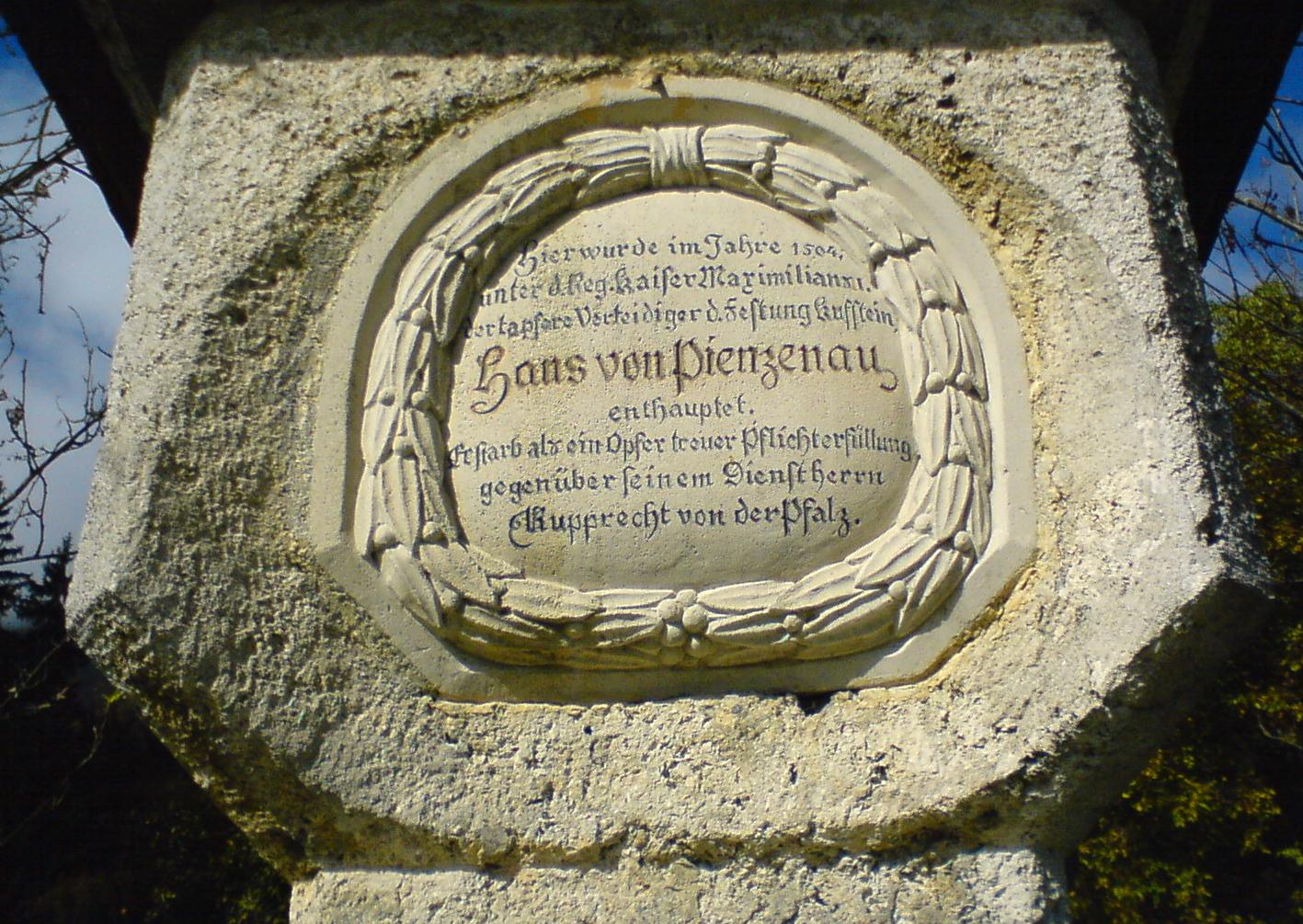
Inschrift am Denkmal für Hans von Pienzenau an der Kufsteiner Straße in Langkampfen/Tirol:
„Hier wurde im Jahre 1504
unter d.Reg.Kaiser Maximilian I.
der tapfere Verteidiger d.Festung Kufstein
Hans von Pienzenau
enthauptet.
Er starb als ein Opfer treuer Pflichterfüllung
gegenüber seinem Dienstherrn
Rupprecht von der Pfalz.“

## Wappen
Blasonierung: Das Wappen zeigt in Silber einen mit drei goldenen Kugeln belegten schwarzen Schrägrechtsbalken. Auf dem Helm mit schwarz-silbernen Decken „eines Mannes Rumpf in weißer Kleidung mit einem schwarzen Krag(en), der auf dem Kopf eine mit drey Straußenfedern, schwarz, weiß, schwarz, bestandten weisen Hut mit einem schwarzen Stulp, in welchem drey goldenen Kugeln“.

## Hans von Pienzenau („der Pienzenauer“)
Ein Vertreter des Geschlechts der Pienzenauer hat es mit seiner Geschichte bis in die Geschichtsbücher geschafft.
Die Gerichtsbezirke Rattenberg, Kitzbühel und Kufstein gehörten bis 1504 immer zu Bayern. Tirol endete an
der uralten Zillergrenze. Die Zugehörigkeit zu Tirol geht auf Kaiser Maximilian I zurück.
Die Pienzenauer waren ein altes bayrisches Adelsgeschlecht. Als Pfleger von Kufstein lösten sie sich mit mehreren Ebbsern ab, die mit den Pienzenauern in Vetternschaft standen.
Maximilian I. von Habsburg-Österreich, damals römisch-deutscher König und Landesfürst von Tirol, hatte Erbstreitigkeiten nach dem Tode von Herzog Georg von Bayern-Landshut innerhalb der weit verzweigten Familie der Wittelsbacher benutzt, um für seine Parteinahme zugunsten der in München residierenden oberbayerischen Linie und gegen die Pfälzer Wittelsbacher eine Entschädigung zu verlangen. Er dachte dabei an jene altbayerischen Gebiete, die sich vom Alpenvorland im Inntal in das Gebirge hinein bis zur Zillermündung erstreckten, eben die Bereiche von Kufstein, Rattenberg und Kitzbühel. Maximilian erhielt eine entsprechende Zusicherung von Herzog Albrecht IV. von Bayern-München, und er beteiligte sich daraufhin mit großem finanziellen Aufwand und unter Einsatz des eigenen Lebens an Kämpfen gegen die Pfälzer Partei. 
Der von den Wittelsbachern eingesetzte Hauptmann über die Burg und Stadt Kufstein, Hans von Pienzenau, nahm diese Entscheidung zunächst zur Kenntnis, und übereignete im Juni 1504 die bis dahin bayerische Stadt mitsamt der Festung dem Habsburger Maximilian I. Dafür erhielt der Pienzenauer seine Funktion als Kommandant bestätigt und leistete dem König als seinem neuen Herren einen entsprechenden Eid. Um gegen mögliche Angriffe der Pfälzer Wittelsbacher besser gewappnet zu sein, ließ Maximilian die Festung sogar noch mit zusätzlichen Geschützen aus dem Innsbrucker Zeughaus verstärken.
Als dann aber im August ein Pfälzer Heeresaufgebot vor Kufstein erschien, übergab Hans von Pienzenau Stadt und Festung dieser Partei. Ob dabei auch Geld im Spiel war oder ob die besondere Anhänglichkeit des Pienzenauers an die Wittelsbacher und Bayern das Motiv für diesen neuerlichen Parteiwechsel des Hauptmanns bildete, lässt sich heute nicht mehr entscheiden. Kufstein wurde – nun wieder als bayerische Bastion – abermals mit Proviant und Ausrüstung gut versorgt, böhmische Söldner im Dienste der pfälzisch-wittelsbachischen Partei verstärkten die Besatzung.
In den Augen Maximilians stellte der Frontwechsel Pienzenauers einen ungeheuerlichen Treuebruch dar; er schwor, den Schloßhauptmann für diesen Verrat mit dem Leben büßen zu lassen.
Obwohl das Reichsoberhaupt über genügend Truppen und Artillerie verfügte, stellte die Eroberung dieser stark befestigten Anlage die Belagerer doch vor einige Probleme. Die Stadt Kufstein selbst war von einer sehr hohen und mit Türmen bewehrten Mauer umgeben. Die sich über der Stadt erhebende Festung galt mit ihren Türmen und Rondellen praktisch als uneinnehmbar; zudem war sie bestens mit Geschützen und Munition ausgestattet.
Nach Abfeuerung der üblichen drei Warnschüsse am 4. Oktober forderte der König Stadt und Festung zur Übergabe auf, was Pienzenauer im Vertrauen auf die stark armierte Anlage und in der Hoffnung auf Entsatz ablehnte. Die Festung hielt dem Feuer der insgesamt 24 Kanonen stand, ohne Schaden zu nehmen. 
Hans von Pienzenau soll mit einem Besen den Verputz von den Mauern abgekehrt haben, der durch den Beschuss etwas beschädigt worden war. Derart wirkungslos hatten sich die bis dahin eingesetzten Waffen des Königs erwiesen, dass die Majestät damit dem öffentlichen Spott preisgegeben war. Maximilian richtete daher den Beschuss auf die schwächeren Wasserbasteien der Stadtbefestigung, die bald darauf nur mehr ein Trümmerhaufen waren. Am 12. Oktober ergab sich die Stadt gegen Zusicherung von Leben und Gut dem König, um eine Erstürmung abzuwenden.
Der Pienzenauer ließ sich von der Kapitulation der Stadt Kufstein nicht beeindrucken und lehnte das königliche Angebot einer Übergabe der Festung gegen freies Geleit ab; er glaubte mit seinen rund 50 Mann, die Stellung bis zum Eintreffen von Entsatz halten zu können. Maximilian hatte inzwischen seine schwersten Geschütze aus dem Innsbrucker Zeughaus auf dem Wasserweg über den Inn heranschaffen lassen. Mit den Riesenkanonen „Purlepauß“ und „Weckauf“ von Österreich, die 100 kg schwere Eisenkugeln verschießen konnten, wollte er der Festung zu Leibe rücken. Und in der Tat: Die Anlage war binnen dreier Tage sturmreif geschossen. 
Erst jetzt erklärte sich Hans von Pienzenau unter Zusicherung freien Abzugs zur Übergabe bereit. Diese kühne Forderung lehnte Maximilian brüsk ab, er hatte den Verrat und den Hochmut des Schlosshauptmanns nach dem Fall der Stadt Kufstein nicht vergessen. Das Schloss wurde am 17. Oktober gestürmt, die Besatzung wurde gefangen genommen und in Ketten abgeführt.
Den Verrat des Pienzenauers und die Zurückweisung des großherzigen Angebots nach dem Fall der Stadt empfand Maximilian als persönliche Brüskierung. Am 18. Oktober wurden der Schlosshauptmann sowie 17 seiner Mitkämpfer mit dem Schwert hingerichtet.

## Ortsnamen
Pienzenau bedeutet als Ortsname so viel wie Au eines Pienzo oder Penzo. Sprachwissenschaftlich ist „Pienzo“ eine zeitlich jüngere Form zu „Penzo“. In der Gemeinde Weyarn im Landkreis Miesbach liegen heute die Ortschaften Großpienzenau und Kleinpienzenau, die 1 km voneinander entfernt sind und ihren Namen der ehemaligen Burg Pienzenau verdanken.
Der Ort Pienzenau in der Gemeinde Bruck im Landkreis Ebersberg ist erst zwischen 1950 und 1955 gegründet worden. Er soll an das über Jahrhunderte hier begüterte Geschlecht der Pienzenauer erinnern, das in der Gegend um Ebersberg viel Grundbesitz hatte.